# 42 zaprzeczenia bogini Maat

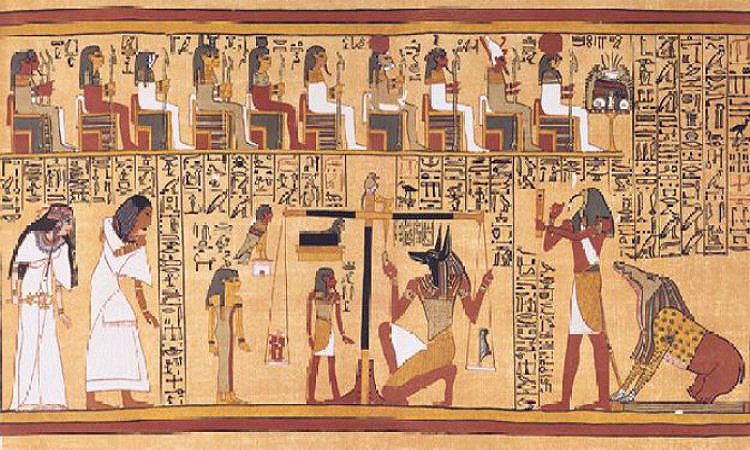
Papirus Ani

42 zaprzeczenia bogini Maat (zwane też spowiedzią negatywną) pochodzą z kultu egipskiej bogini Maat znanego już za pierwszej dynastii. Należały one do Księgi umarłych, składanej w grobie. Wcześniejsze wersje pochodzą z Tekstów Piramid. Czterdziestu dwu przykazaniom odpowiadają czterdzieści dwa bóstwa z Ra na czele (siedzące postacie widoczne na grafice to od prawej: Ra, Atum, Szu, Tefnut, Geb, Nut, Neftyda, Izyda, Horus, Hathor, Sia i Hu). Papirus ten zawiera ponadto hymny pochwalne. Został on przedstawiony i przetłumaczony na początku XX w. przez E. A. Wallisa Budge. Wcześniejsze wersje spowiedzi negatywnej są rozważane jako inspiracja (lub pierwowzór) dla Dekalogu Izraelitów. [wymaga weryfikacji?]